# Brehme
Brehme este o comună din landul Turingia, Germania.